# رمزية سياسية

الأعلام الحمراء مرتبطة بالاشتراكية

الرمزية السياسية هي الرمزية المُستخدَمة للتعبير عن وجهة نظر سياسية. ويمكن لهذه الرمزية أن تظهر في وسائط عدة، مثل اللافتات، والأسماء التاجية، والصور، والأعلام، والشعارات، وغير ذلك الكثير. على سبيل المثال، رفع علم أحمر (سياسة)|الأعلام الحمراء عادةً الاشتراكيون، والراديكاليون اليساريون، والمجموعات الشيوعية للتعبير عن «دماء العمال». أما الأعلام السوداء، فرفعها عادةً اللاسلطويين، والراديكاليون اليساريون للتعبير عن غياب جميع الهياكل المستبدة. والجمع بين اللونين في علم أحمر يمثل اللاسلطوية الاجتماعية، مثل الشيوعية اللاسلطوية والنقابية اللاسلطوية.
تستخدم العديد من الجماعات اللون السياسي المرتبط بفلسفتها السياسية. على سبيل المثال، اللون الأزرق - لا سيما الأزرق الداكن - يرتبط عادةً أحزاب سياسية محافظة وتعرف بالأحزاب المحافظة.
وقد تستخدم الجماعات الثقافية الرموز على نحو يعتبره كثيرون سياسيًا. على سبيل المثال رموز مجتمع إل جي بي تي (مجتمعات السحاق، والمثلية، وازدواجية الميول الجنسية، والتحول الجنسي) مثل علم ألوان الطيف تُستخدَم للترويج للهدف السياسي لحقوق مجتمعات السحاق، والمثلية، وازدواجية الميول الجنسية، والتحول الجنسي.